# Grand Theft Auto: Vice City
A Grand Theft Auto: Vice City a Rockstar Games Grand Theft Auto videójáték-sorozatának ötödik, és második 3D-s része.
A története 1986-ban, Vice City-ben játszódik, mely Miami városán alapul.
A Vice City először 2002. november 8-án jelent meg Európában PlayStation 2 konzolra, majd 2003. május 15-én PC-re, 2004. január 2-án pedig Xbox-ra a Double Pack-ben, együtt a GTA 3-mal.
A játékból mára több mint 17 millió darab kelt el.

## Helyszín
A játék egy Miamira nagy vonalakban hasonlító fiktív városban, Vice City-ben játszódik. A város két nagy szigetből áll, melyek között három kisebb helyezkedik el.
A város kerületei:
- Downtown
- Leaf Links
- Prawn Island
- Little Havana
- Little Haiti
- Vice Point
- Washington Beach
- Viceport
- Ocean Beach
- Starfish Island
- Escobar International

## Történet
A játék főszereplője a börtönből frissen szabadult Tommy Vercetti, aki Liberty City-ből a Forelli család utasítására utazik délre, hogy új üzleteket bonyolítson le. Első komoly feladata, hogy átvegyen egy nagyobb adag kokaint, ám az üzlet kudarcba fullad. Fegyveresek ütnek rajta a találkozón, és hirtelen fontosabbnak tűnik Tommy számára, ha a pénz és a kokain helyett az életét menti. Miután elmondja a baklövését Sonny Forellinek, megbízója óriási haragra gerjed. Tommynak két választási lehetősége van: vagy visszafizeti az elvesztett pénzt, vagy meghal. Később megpróbálja kideríteni, hogy ki lehet a felelős ezért a fiaskóért, még mielőtt megérkezik a Forelli család vezetője északról.
Tommy Vercetti először pár száz dollárokért piszkos kis ügyeket vállal el, kezdetekben  Juan Cortez nyugalmazott katonatisztnek, aki bemutatja a város legnagyobb drogbárójának, Ricardo Diaz-nek,akit meg is véd a haitiaktol egy kubaiakkal kötött ügylet során. Ezek után Tommy Diaz-nak dolgozik, Lance-vel együtt, aki rájön, hogy Diaz felelős testvére, Victor haláláért. Miután Tommy elvégezte a Diaz által kiadott feladatokat, Avery Carringtonnak dolgozik, ennek révén bandaháborút szít a kubai és a haiti bűnbandák között.
Lance azonban képtelen arra várni,hogy Tommy beférkőzzön Diaz bizalmába, ezért rajtaüt célpontján, de elfogják, és Tommy-nak kell megmentenie. Ezután a két gengszter sikeresen elfoglalja Diaz villáját, a drogbárót meg megölik, embereivel együtt. Ezután Tommy szépen lassan elkezdi a tulajdonok felvásárlását, az üzletek függésbe kényszerítését.ennek révén Tommy kirabol egy bankot Little Havannaban, szert tesz egy nyomdacégre, taxitársasága,stb. Illetve Tommy segít a kubaiaknak és vezetőjüknek, Umberto Robinának a haiti bűnbandák legyőzésében, ezért Umberto családtgnak tekinti Tommy-t.
Azonban Sonny egyre türelmetlenebb, és ezért fenyegeti a főhőst, majd behajtókat kül a városba,hogy adóztassák meg Tommy cégeit, de Tommy lemészárolja őket. Végül Sonny is megérkezik a városba, akinek Tommy hamis pénzt akar adni, de kiderül, hogy Lance egy áruló,aki kezdetektől fogva Sonny embere. Valamint az is kiderül,hogy Tommy Sonny miatt ült 15 évet,mert csapdába csalta őt Harwoddban, Liberty Cityben. Ezután heves tűzharc alakul ki,aminek során Tommy először lance-t, majd Sonnyt öli meg, így egyeduralomra tesz szert Vice Cityben, Ken Rosenberggel együtt.

## A játékról
A Grand Theft Auto: Vice City grafikája nem a legszebb, és a megjelenés idején sem volt épp a legjobb, a készítők elsősorban nem erre fektették a hangsúlyt. De ez nem is baj, a játék így is mindvégig élvezhető maradt.
A rádióban hallható zenék mind zseniálisak, és nagy mértékben befolyásolják a Vice City hangulatát. Több olyan híres előadó/együttes számai is hallgathatóak, mint például Ozzy Osbourne, Michael Jackson, Iron Maiden vagy épp Frankie Goes to Hollywood. Kilenc rádió adó közül válogathatunk kedvünkre, rocktól diszkóig, diszkótól egészen latin jazz zenéig minden van.
A rádiók:
- Wildstyle (electro, hiphop)
- Flash FM (pop)
- Fever 105 (funky és groove)
- Emotion 98.3 (romantikus Pop)
- Radio Espantoso (latin jazz)
- V-Rock (metal, hard rock)
- Wave 103 (new wave)
- K-Chat (beszélgetős)
- VCPR (Vice City Public Radio) (beszélgetős)

A PC-s/Xbox-os verzióba akár saját zenéket is tehetünk.
A küldetések előtti átvezető kisfilmek is nagyon jól megrendezettek. Minden szereplőnek megvan a maga személyisége és beszédstílusa, emellett gyakran feltűnik a fekete humor is, amely az amerikai társadalmat hivatott kifigurázni (ez a sorozat minden darabjára érvényes).
A játék szereplőinek szinkronjai tökéletesnek mondhatók. Sikerült a fejlesztőknek nagyon jó szinkronszínészeket találni, akárcsak a többi résznél is. A főszereplő, Tommy Vercetti hangját Ray Liotta adja, Ken Rosenbergét pedig a Szökésből jól ismert Bill Fitchner. Még a legapróbb szerepeket is neves színészek szinkronizálják.
A küldetések nagyon izgalmasak, az elején még igen könnyűek is, de a vége fele már nem lesz olyan, aminél vért ne izzadnánk. Emellett változatosak, élvezhetőek, és összhangban vannak a szereplőkkel meg a történettel. Többszöri végigjátszás után is szinte megunhatatlan tud maradni.
Sokan felrótták a GTA III-nak, hogy a története elég gyenge, és kesze-kusza. A Vice City egy sokkal összetettebb, filmszerű történetet produkál, amely hosszú távon is élvezhető.
A játékélményt és a hangulatot a fentebb felsorolt szempontok összessége adja, a történettel együtt. Így az egész együttvéve egy nagyon jó, korrekt és élvezhető játékot nyújt. Aki még nem próbálta, annak érdemes megvenni, aki meg már játszotta, annak érdemes újra elővenni.

## Szereplők
- Tommy Vercetti: A játék főhőse, olasz maffiózó, Vice City ura.
- Ken Rosenberg: Korrupt ügyvéd, Tommy társa.
- Sonny Forelli: A Forelli család feje, Tommy fő ellenfele.
- Ricardo Diaz: Kolumbiai drogbáró, Tommy és Lance megöli.
- Lance Vance
- Colonel Juan Cortez
- Mercedes Cortez
- Kent Paul
- Phil Cassidy
- Avery Carrington
- Donald Love
- Hilary King
- Cam Jones
- Umberto Robina
- Pastor Richards
- Candy Suxxx
- Steve Scott
- Alex Shub
- Auntie Poulet
- Gonzales
- Big Mitch Baker
- BJ Smith
- Leo Teal
- Giorgio Forelli
- Jezz Torrent
- Mr. Black
- Rico
- Pepe
- Cougar
- Zeppelin
- Victor Vance
- Ernie

## Bűnözői rangok
A játék elején még csekély az alvilági tekintélyünk Vice Cityben, de ez egy idő után változni fog. Minél több a pénzünk, és minél több birtokunk van, annál rettegettebbek leszünk. Ha minden jól halad, a játék végére Vice City királyai lehetünk.
Érdemes megjegyezni, hogyha csalunk, a bűnözői rangunk visszaesik a legalacsonyabb szintre (Total Liar). 100%-os végigjátszásnál pedig mindenképp megkapjuk a legmagasabb (Godfather) rangot.

## Értékelések
- PC
- IGN: 9,3/10
- GameSpy: ★★★★★
- GameSpot: 9,6/10
- Metacritic: 4,5
- GamePro: 5/5
- Official U.S. PlayStation Magazine: 10/10
- PS2
- IGN:9,7/10